# Pentacosimedinos
Os pentacosimedinos (Grego antigo em grego:  πεντακοσιομέδιμνοι) foram uma das quatro classes censitárias  atenienses da reforma do legislador Sólon (593 a.C.) ao lado dos tetes, dos zeugitas e dos hippeis. O reformador separou os atenienses em quatro categorias econômicas com base na produção agrícola da suas terras. Os pentacosimedinos deveriam ter renda anual equivalente a 500 medimnos ou mais de produtos secos (como o trigo) e líquidos (tais como óleo ou vinho), daí o seu nome (literalmente, "homens de 500 alqueires"). 
A importância da divisão censitária da reforma de Sólon se deve ao fato de ter sido a primeira sistematização de divisão social no mundo grego baseada na legislação e em critérios de renda, e não mais de nascimento. Como explica Claude Mossé:
(...) isto não resultava, de imediato, senão no fortalecimento da autoridade da aristocracia, uma vez que o exercício da magistratura era-lhe exclusivo, do mesmo modo que somente ela tinha competência para administrar justiça (...). No entanto, ao codificar uma autoridade, que, até então, poder-se-ia dizer, baseava-se no direito divino, Sólon fixava-lhe limites (...).
Depois de Sólon, qualquer cidadão rico o suficiente para se juntar aos pentakosiomedimnoi podia (em teoria) aspirar a possuir qualquer posição política em Atenas. No entanto, os membros dos genoi (clãs) dos eupátridas, que foram considerados descendentes da antiga aristocracia ateniense, seguiram desempenhando um papel importante no governo de Atenas e da sociedade, através do controle de certos cultos religiosos e da possível influência sobre os grupos sociais que compunham o demos (o povo) como um todo.
Estima-se que esse grupo representou 10% dos cidadãos atenienses. Os pentacosiomedimni faziam parte da classe mais alta censitária. Eles poderiam aceder a todas as magistraturas possíveis da Atenas antiga (em especial o arcontado e o Conselho do Areópago), faziam parte da cavalaria e eram os únicos que podiam se tornar eestrategos. Também entre eles eram escolhidos por sorteio os dez tesoureiros de cada uma das tribos em que a Ática estava dividida.
Educados e com grande facilidade nos discursos políticos, muitas vezes eram eles que dominavam a palavra na Eclésia (Assembleia ateniense) e, portanto, dominavam, de fato, o cenário político ateniense. Os grandes nomes do período clássico no século V a.C., como Péricles, Nícias ou Alcibíades, eram pentacosiomedimni.
Nas reuniões da Boulé (conselho dos 500) ou da Eclésia, o pentacosimedimno que não se apresentasse era multado com três dracmas, os hippeis com dois e os zeugitas com um dracma.
Devido à sua riqueza, eram aqueles que custeavam as liturgias, como o trierarca, responsável pela manutençao das trirremes.